# Vierfingerschwarm

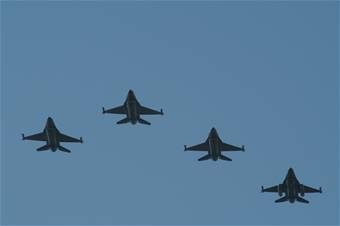
F-16 der USAF im Formationsflug „Vierfingerschwarm“

Vierfingerschwarm wird eine Flugformation genannt, die insbesondere im Zweiten Weltkrieg von Jagdfliegern angewendet wurde. Sie besteht aus vier Flugzeugen, wobei vier dieser Formationen zu einer Staffelformation kombiniert werden können. Ihren Namen hat die Formation durch die asymmetrische Anordnung der Flugzeuge, die den Fingerenden von Zeige-, Mittel-, Ring- und kleinem Finger zueinander ähnelt.

## Aufbau

Aufteilung in das „führende Element“ (Schwarmführer und Schwarmflügelmann) und dem „zweiten Element“ (Rottenführer und Rottenflügelmann)

Fliegen einer 90°-Rechtskurve durch eine Kette (links) und einen Vierfingerschwarm

Die Formation besteht aus vier Flugzeugen. Dieser sogenannte Schwarm besteht aus einem „führenden Element“ und einem „zweiten Element“, im deutschen meist als Rotten bezeichnet. Jede Rotte besteht aus zwei Flugzeugen, einem Rottenführer und einem Flügelmann. Von oben betrachtet ähnelt die Formation den angelegten Fingerspitzen der  Hand (ohne Daumen), was der Formation ihren Namen gab. Die führende Rotte besteht aus dem Schwarmführer, der die gesamte Formation anführt, und einem Flügelmann links dahinter.
Die zweite Rotte besteht aus einem Rottenführer, der sich rechts hinter dem Schwarmführer hält, und seinem Flügelmann, rechts hinter seinem Rottenführer. Beide Rottenführer haben offensive Aufgaben, eröffnen also das Feuer auf gegnerische Flugzeuge, solange der Schwarm besteht. Die Flügelmänner haben defensive Rollen – der Flügelmann des Schwarmführers schützt das zweite Element, der Flügelmann des zweiten Elements die führende Rotte. Vier Schwärme können zu einer Staffelformation zusammengefasst werden, wobei je zwei Schwärme nebeneinander fliegen. Üblicherweise wird bei der NATO jeder Schwarm mit einer Farbe benannt (z. B. rot, blau, gelb und grün).

## Geschichte
Die Formation wurde vor dem Zweiten Weltkrieg von mehreren Luftwaffen unabhängig voneinander entwickelt. Die finnische Luftwaffe führte sie 1934–35 ein, die deutsche Luftwaffe 1938 im Spanischen Bürgerkrieg, in dem sie erstmals im Luftkampf eingesetzt wurde. Werner Mölders entwickelte die Formation während seines Einsatzes mit der Legion Condor.
Schnell zeigte sich, dass der Vierfingerschwarm anderen zeitgenössischen Formationen weit überlegen war. So erlaubten die relativ weit gefächerte Formation und die leicht unterschiedlichen Flughöhen der beteiligten Flugzeuge weit mehr Manövrierfähigkeit und besseren gegenseitigen Schutz. Die losere Formation verlangte von den Piloten weniger Konzentration auf ihre Einhaltung und sie konnten hierdurch besser nach gegnerischen Flugzeugen Ausschau halten. Auch wurde eine Sichtung durch gegnerische Flugzeuge durch die lockere Formation erschwert. Ebenso konnten sich beide Rotten jederzeit aus dem Schwarm lösen und getrennt Ziele angreifen. Hierbei übernahm der jeweilige Rottenführer den Angriff, während der Flügelmann nach Bedrohungen Ausschau halten und Schutz geben konnte. Bei der finnischen Luftwaffe hingegen übernahm jener Pilot die Führung der Rotte oder des gesamten Schwarms, der ein Ziel zuerst entdeckt hatte, was zusätzliche Flexibilität brachte. Als Begründung galt, dass dieser Pilot die beste Übersicht über das Geschehen hatte und am schnellsten reagieren konnte.
Die Luftwaffe setzte die Formation auch während der Luftschlacht um England ein, wobei sich schnell zeigte, dass sie der britischen Standardformation „Vic“ (deutsche Bezeichnung: „Kette“) weit überlegen war. Die „Vic“-Formation der Royal Air Force war eine V-Formation aus drei Flugzeugen in enger Formation, was den Nachteil hatte, dass nur der Schwarmführer nach feindlichen Flugzeugen Ausschau halten konnte, während die beiden anderen Piloten hauptsächlich damit beschäftigt waren, die enge Formation kollisionsfrei einzuhalten.
Im Verlauf des Krieges wurde der Vierfingerschwarm die Standardformation fast aller am Konflikt beteiligten Luftwaffen. So übernahm die RAF bereits 1940 die Formation, die United States Army Air Forces setzte ab 1940/41 auf ein ähnliches Konzept und auch Japan und die Sowjetunion nutzten sie bis Kriegsende 1945. Die Überlegenheit wurde am deutlichsten im Winterkrieg zwischen Finnland und der Sowjetunion, in dem es der finnischen Luftwaffe gelang, trotz zahlenmäßiger Unterlegenheit ein Abschussverhältnis von 16:1 zu erzielen. Die sowjetischen Piloten im Spanischen Bürgerkrieg übernahmen früh den Vierfingerschwarm gegen die Legion Condor, mussten jedoch nach ihrer Rückkehr in die UdSSR wieder zur V-Formation zurückkehren.
Nach dem Zweiten Weltkrieg wurde der Vierfingerschwarm in Kampfeinsätzen immer seltener verwendet, bildet aber heute noch die Grundlage für die „Missing Man Formation“.